# Younts Peak
Der Younts Peak ist ein Berg im Bridger-Teton National Forest im Nordwesten des US-Bundesstaats Wyoming. Er hat eine Höhe von 3705 m, ist Teil der Absaroka Range in den Rocky Mountains und ist der höchste Punkt in der Teton Wilderness. Ebenfalls ist er einer der höchsten und prominentesten Berge der Absaroka Range. Der Yellowstone River wird in der Nähe des Gipfels aus zwei Bächen gebildet, die beide am Gipfel entspringen und unterhalb des Gipfels zusammenfließen.
Benannt wurde der Gipfel nach Harry Yount, einem Jäger und Führer, der als erster Ranger im Yellowstone-Nationalpark gilt.

## Belege
1. ↑  Peakbagger: Younts Peak. Abgerufen am 8. Januar 2021.
2. ↑  Geonames: Younts Peak. Abgerufen am 8. Januar 2021.